# Al Jazeera English
 (août 2018).
Pour les articles homonymes, voir AJE.

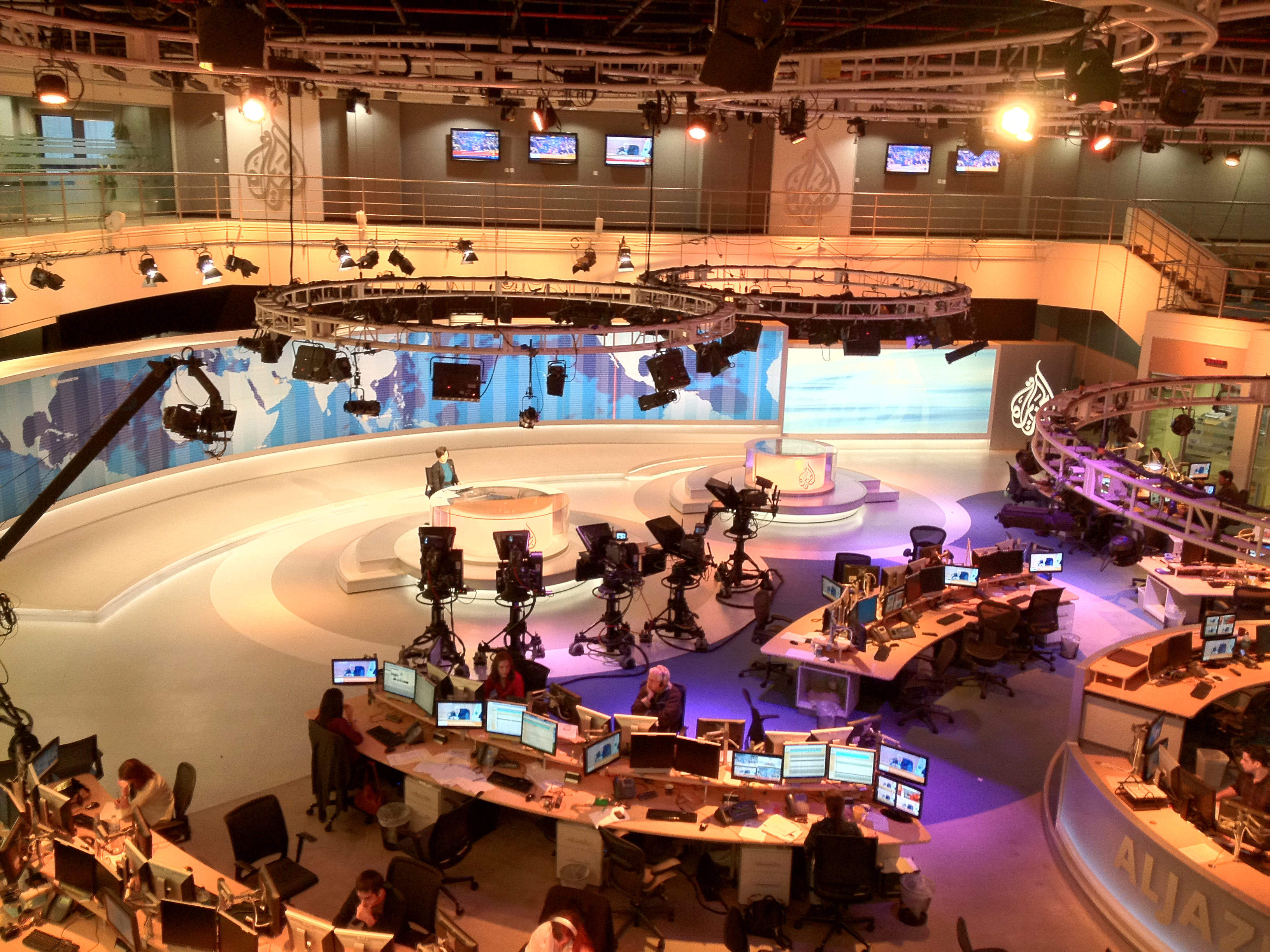
Salle des nouvelles

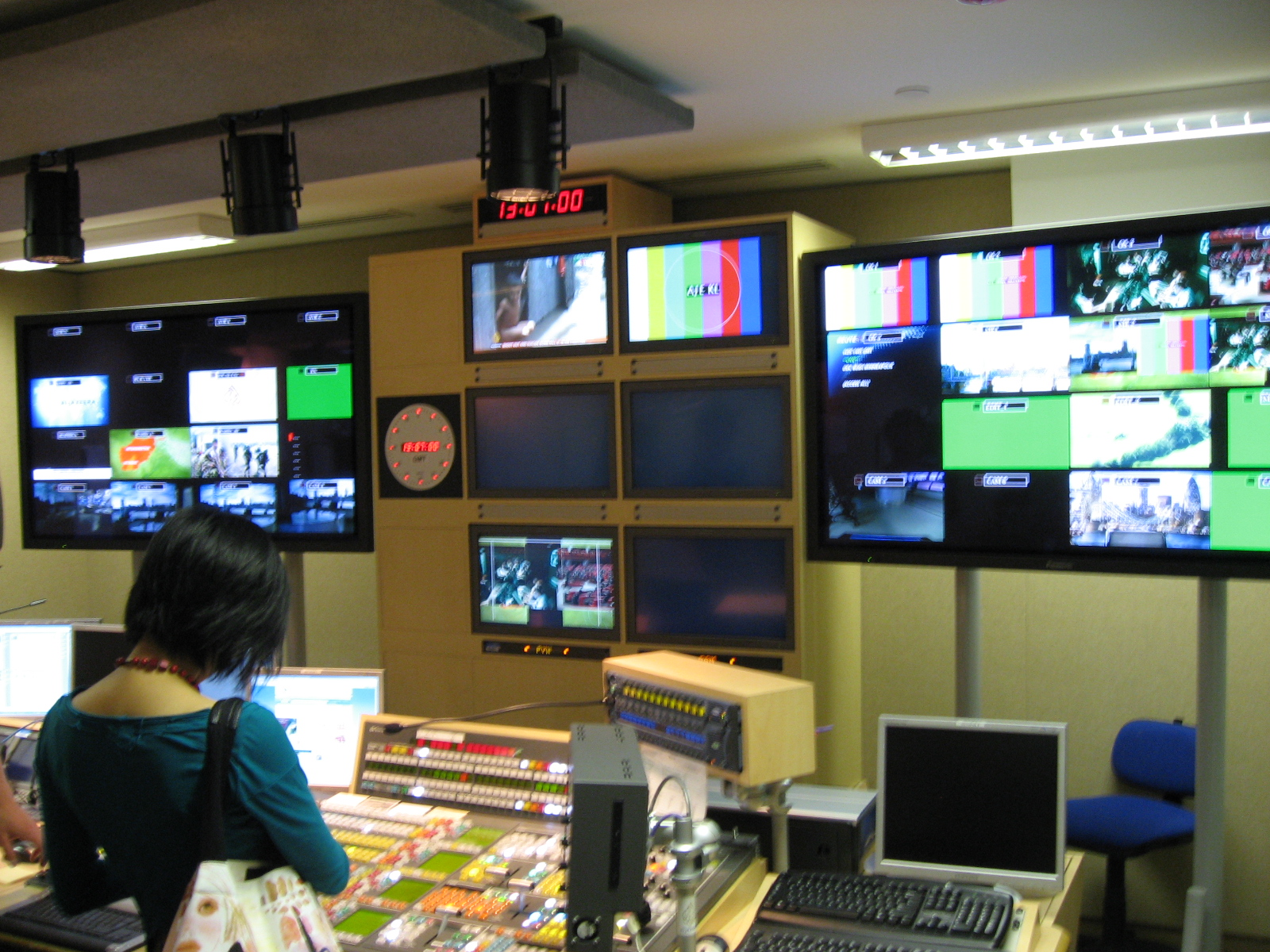
Des locaux à Londres

Al Jazeera English (AJE) est une chaîne d'information internationale en continu en anglais lancée par Al Jazeera le 15 novembre 2006. Elle a pour vocation de concurrencer les chaînes d'information d'origine anglo-américaine (comme CNN International et BBC World), notamment auprès des audiences africaines et asiatiques et parmi les musulmans et les anglophones dans le monde, en proposant une vision du monde plus cosmopolite et une information plus diversifiée.

## Direction
La chaîne, dirigée par le Canadien Tony Burman, est coordonnée depuis quatre centres régionaux : Doha, Londres, Washington et Kuala Lumpur. Elle emploie plus de 1000 salariés de plus de 50 nationalités différentes dont certains journalistes viennent de la BBC, notamment le présentateur-vedette David Frost.
En Europe, la chaîne possède des bureaux à Athènes, Moscou et Paris (représenté par Jacky Rowland), en plus du centre de retransmission londonien.
Al Jazeera est connue pour ses reportages approfondis et de première ligne, en particulier dans les zones de conflit, telles que le Printemps arabe, le conflit Gaza-Israël et d'autres,.

## Internet
Al Jazeera English diffuse ses programmes par une chaîne YouTube qui annonce être l'une des plus visionnées concernant l'information.

## Récompenses
La chaîne est récompensée par de nombreuses organisations internationales. Le plus important de 2010 est la chaîne d'information de l'année décernée par la Royal Television Society.
En mai 2017, Al Jazeera English a remporté plus de 150 prix, médailles et récompenses. Avec des distinctions notables telles que :
- Diffuseur de l'année 2022, 2023 aux New York Festivals TV & Film Awards[10]
- Prix de la Royal Television Society - 2021, 2022[11],[12],[13]
- Le prix Kate Webb de l'Agence France-Presse a été décerné au correspondant Asad Hashim en 2018 pour une série d'articles sur le sort des Pachtounes ethnie et les problèmes de blasphème au Pakistan[14],[15]